# Eubacterium plexicaudatum
Eubacterium plexicaudatum è una specie di batterio appartenente alla famiglia delle Eubacteriaceae.